# Albizia crassiramea
Albizia crassiramea là một loài thực vật có hoa trong họ Đậu. Loài này được Lace miêu tả khoa học đầu tiên.